# پائولا دواین
پائولا دواین (انگلیسی: Paula Devine) آموزگار، سیاستمدار اهل ایالات متحده آمریکا است که از تاریخ آوریل ۲۰۱۶ تا تاریخ آوریل ۲۰۱۷ و بار دیگر از تاریخ آوریل ۲۰۲۱ تا تاریخ آوریل ۲۰۲۲ سمت شهرداری گلندیل را برعهده داشت.